# Gertrude Ederle

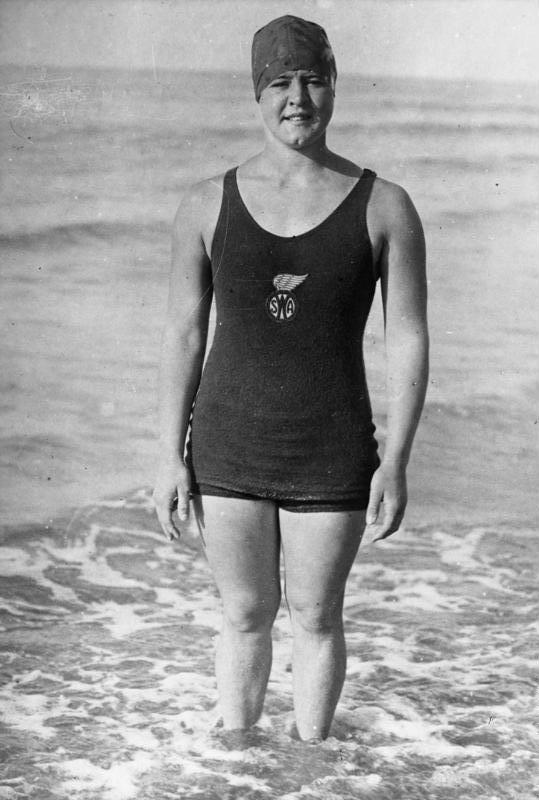
Gertrude Ederle

Gertrude Caroline Ederle (New York, 23 oktober 1905 – Wyckoff (New Jersey), 30 november 2003) was een Amerikaanse zwemster. In 1926 was ze de eerste vrouw die het Kanaal overzwom.
Tijdens de Olympische Spelen in 1924 won ze goud op de 4 x 100 meter vrije slag. Ze behaalde ook de bronzen medaille op de 100 meter en de 400 meter vrije slag.
Gertrude, of Trudy, was de dochter van een Duitse immigrant. Haar moeder spoorde haar aan om te gaan zwemmen.
In 1925 deed ze haar eerste poging om het Kanaal over te zwemmen, maar ze werd gediskwalificeerd, doordat haar coach haar vastpakte toen ze begon te hoesten. Wel lukte het haar op 6 augustus 1926. Om 7.05 u begon ze in Frankrijk vanaf Cap Gris-Nez. Veertien en een half uur later kwam ze aan land in Kingsdown. Ze was daarmee sneller dan de vijf mannen die vóór haar de oversteek hadden gedaan, onder wie haar Engelse coach Bill Burgess. Het oude record van 16 uur 33 minuten was in 1923 gevestigd door de Argentijn Enrique Tirabocchi. Haar tijd bleef als record staan, totdat Florence Chadwick in 1950 zeventig minuten sneller was.
Ederle was al slechthorend sinds haar jeugd, vanwege de mazelen. In de jaren 1940 werd ze compleet doof. Ze werd 98 jaar.
Ederle werd in 1965 opgenomen in de International Swimming Hall of Fame. Over haar oversteek werd in 2024 de speelfilm Young Woman and the Sea gemaakt.